# Diocesi di Urima
La diocesi di Urima (in latino Dioecesis Urimensis) è una sede soppressa del patriarcato di Antiochia e una sede titolare della Chiesa cattolica.

## Storia
Urima, di incerta identificazione, è un'antica sede episcopale della provincia romana della Siria Eufratense nella diocesi civile d'Oriente. Essa faceva parte del patriarcato di Antiochia ed era suffraganea dell'arcidiocesi di Gerapoli, come attestato da una Notitia episcopatuum del XVI secolo.
Per quest'antica diocesi sono noti con certezza tre vescovi. Abramo prese parte al sinodo di Antiochia del 363, convocato da Melezio per riaffermare l'adesione alla fede nicena. Maras è documentato in tre occasioni: nel 434, nel sinodo antiocheno del 445, mentre al concilio di Calcedonia del 451 si fece rappresentare dal metropolita Stefano di Gerapoli. Silvano partecipò alla consacrazione di Severo di Antiochia nel mese di novembre del 512.
Oltre a questi vescovi storicamente documentati, le fonti letterarie menzionano altri due vescovi: Onesimo, vescovo di Zeugma e Urema, che sarebbe stato espulso nel 518 e Davide, vescovo Uremae castri, menzionato da Michel Le Quien nell'845.
Dal 1933 Urima è annoverata tra le sedi vescovili titolari della Chiesa cattolica; la sede è vacante dal 15 novembre 1966.

## Cronotassi

### Vescovi greci
- Abramo † (menzionato nel 363)
- Maras † (prima del 434 - dopo il 451)
- Silvano † (menzionato nel 512)
- Onesimo ? † (? - 518 esiliato)
- Davide ? † (menzionato nell'845)

### Vescovi titolari
- Hanna Hebbé † (18 maggio 1933 - 2 novembre 1957 deceduto)
- Asrate Mariam Yemmeru † (3 febbraio 1958 - 9 aprile 1961 nominato arcieparca di Addis Abeba)
- Johannes Höhne, M.S.C. † (1º marzo 1963 - 15 novembre 1966 nominato arcivescovo di Rabaul)